# Gnitje
Gnitje je proces, pri katerem se organizmi razgradijo s pomočjo bakterij ali glivic. V proces so lahko vključene živali, rastline, hrana ali ljudje. Gnitje je pomemben proces za nadaljnji razvoj živih organizmov saj se tako reciklira materija, ki zavzema prostor. V patologiji in sodni medicini gnitje uvrščamo med pozne ali zanesljive mrliške spremembe.
Dejavniki, ki vplivajo na proces gnitja: 
- prisotnost vetra in vode pospešuje razpad organizmov,
- višja je temperatura, hitreje poteka proces gnitja in obratno,
- prisotnost kisika,
- velikost organizma,
- površina na kateri je organizem.

Gnitje poteka v več fazah:
1. razpad celic
2. napihnjenost
3. trohnenje
4. sedimentacija